# Pijak (obraz Jana Gotarda)
Pijak – obraz olejny namalowany przez polskiego malarza Jana Gotarda około 1928.
Obraz przedstawia wychudzonego alkoholika z fajką.
Obraz znajduje się w zbiorach Muzeum Narodowego w Warszawie.